# Sikaiana flammeivittata
Sikaiana flammeivittata är en insektsart som beskrevs av Ronald Gordon Fennah 1950. Sikaiana flammeivittata ingår i släktet Sikaiana och familjen Derbidae. Inga underarter finns listade i Catalogue of Life.